# Hiwweltour Heideblick
Die Hiwweltour Heideblick ist ein vom Deutschen Wanderinstitut zertifizierter 9,9 km langer Rundwanderweg bei Siefersheim und Neu-Bamberg in Rheinland-Pfalz. Der Weg gehört zu den sogenannten „Hiwweltouren“, die neben dem Rheinterrassenweg und verschiedenen Themenwanderwegen zu den Wanderwegen in Rheinhessen gehören.

## Charakteristik
Kennzeichnend und namensgebend für die Hiwweltour Heideblick ist die Streckenführung durch die einzige Heidelandschaft, die es in Rheinhessen gibt. Darüber hinaus wird die Rundroute bestimmt von Ausblicken auf die Weinbergslandschaft und das Naturschutzgebiet Höll, die Besichtigung kultureller Bauten wie der Burgruine von Neu-Bamberg und dem Ajax-Turm, sowie freien Flächen, Steinhaufen (sog. Rosseln) und von Winzern bewirtschafteten Weinrastplätzen und Almen.

## Verlauf
Start- und Zielort der Hiwweltour Heideblick ist der Wanderparkplatz am Gänsborn in Siefersheim. Von dort aus führt ein Zuweg zum eigentlichen Einstieg in die Rundroute am Rande der Weinberge. Der erste Abschnitt der Wanderung wird teilweise von Weinbergsmauern begleitet und verläuft bergauf in Richtung Höll, einem regional bedeutsamen Naturschutzgebiet. Von dort geht es zwischen kultivierten Weinbergen und ursprünglichen Flächen weiter zum Ajaxturm. Im weiteren Verlauf in Richtung Neu-Bamberg sorgen die Hangflanken des Galgen- und Mühlbergs mit Steinrosseln für markante Wegpunkte. Vorbei an einem solchen Geröllhaufen und einen alten Wingertspfad hinab, geht es nach Neu-Bamberg. Von hier aus bietet sich ein Abstecher in den historischen Ortskern und zur Burgruine von Neu-Bamberg an. Statt vom Wanderparkplatz am Gänsborn zu starten, bietet sich hier außerdem eine alternative Einstiegsstelle in die Hiwweltour Heideblick sowie eine Verbindung zur benachbarten Hiwweltour Eichelberg an. Der Hiwweltour Heideblick folgend steigt der Weg wieder bergan, hinauf zu einem Ausblick auf die Burgruine Neu-Bamberg und weiter zu einem Pfadabstieg ins Appelbachtal. Im Appelbachtal nutzt die Tour eine alte Bahntrasse, der sie bis zur Katzensteigermühle folgt. Aus dem Tal führt ein Anstieg auf den Mühlberg und zum Adlerdenkmal hinauf. Von dort aus kann das Naturschutzgebiet Neu-Bamberger Heide überschaut werden. Weiter geht es durch die Heidelandschaft zu „Rheinhessens Schönster Weinsicht 2016“ mit Rastplatz und Winzeralm. Der letzte Abschnitt dieser Hiwweltor führt durch die Weinreben an einigen Weinbergshäuschen zurück zum Startpunkt am Wanderparkplatz am Gänseborn in Siefersheim. Einkehrmöglichkeiten gibt es auf der Winzeralm oder in Neu-Bamberg und Siefersheim.

## Sehenswürdigkeiten
- Ajax-Turm
- Burgruine Neu-Bamberg
- Naturschutzgebiet Höll
- Heidefläche
- Katzensteigermühle